# Nate Clurman
Nathan "Nate" Clurman, född 8 maj 1998, är en amerikansk professionell ishockeyback som är kontrakterad till Pittsburgh Penguins i National Hockey League (NHL) och spelar för Wilkes-Barre/Scranton Penguins i American Hockey League (AHL).
Han har tidigare spelat för Colorado Eagles i AHL; Utah Grizzlies i ECHL; Notre Dame Fighting Irish i National Collegiate Athletic Association (NCAA) samt Tri-City Storm, Des Moines Buccaneers och Sioux City Musketeers i United States Hockey League (USHL).
Clurman draftades av Colorado Avalanche i sjätte rundan i 2016 års draft som 161:a spelare totalt.

## Statistik
| 2013–2014   | Culver Military Academy Eagles U16 |             | 42  | 1 | 9   | 10 | 18 | —  | — | — | — | — |
| 2014–2015   | Culver Military Academy Eagles U16 |             | 39  | 2 | 16  | 18 | 12 | —  | — | — | — | — |
| 2015–2016   | Culver Military Academy Eagles U18 |             | 48  | 9 | 34  | 43 | 49 | —  | — | — | — | — |
| 2016–2017   | Culver Military Academy Eagles U18 |             | 36  | 8 | 24  | 32 | 6  | —  | — | — | — | — |
|             | Tri-City Storm                     | USHL        | 2   | 0 | 0   | 0  | 2  | —  | — | — | — | — |
| 2017–2018   | Tri-City Storm                     | USHL        | 23  | 0 | 3   | 3  | 21 | —  | — | — | — | — |
|             | Des Moines Buccaneers              | USHL        | 15  | 1 | 2   | 3  | 2  | —  | — | — | — | — |
|             | Sioux City Musketeers              | USHL        | 19  | 0 | 7   | 7  | 4  | —  | — | — | — | — |
| 2018–2019   | Notre Dame Fighting Irish          | NCAA        | 39  | 0 | 3   | 3  | 8  | —  | — | — | — | — |
| 2019–2020   | Notre Dame Fighting Irish          | NCAA        | 37  | 0 | 9   | 9  | 10 | —  | — | — | — | — |
| 2020–2021   | Notre Dame Fighting Irish          | NCAA        | 27  | 4 | 3   | 7  | 31 | —  | — | — | — | — |
|             | Colorado Eagles                    | AHL         | 9   | 0 | 0   | 0  | 10 | —  | — | — | — | — |
| 2021–2022   | Colorado Eagles                    | AHL         | 7   | 1 | 0   | 1  | 2  | —  | — | — | — | — |
|             | Utah Grizzlies                     | ECHL        | 54  | 3 | 21  | 24 | 28 | 18 | 1 | 2 | 3 | 8 |
| 2022–2023   | Colorado Eagles                    | AHL         | 57  | 3 | 121 | 15 | 32 | 5  | 0 | 0 | 0 | 4 |
|             | Utah Grizzlies                     | ECHL        | 8   | 0 | 3   | 3  | 2  | —  | — | — | — | — |
| 2023–2024   | Colorado Eagles                    | AHL         | 37  | 1 | 4   | 5  | 21 | —  | — | — | — | — |
| 2024–2025   | Pittsburgh Penguins                | NHL         | 1   | 0 | 0   | 0  | 2  | —  | — | — | — | — |
|             | Wilkes-Barre/Scranton Penguins     | AHL         | 18  | 1 | 4   | 5  | 10 | —  | — | — | — | — |
| NHL totalt  | NHL totalt                         | NHL totalt  | 1   | 0 | 0   | 0  | 2  | —  | — | — | — | — |
| AHL totalt  | AHL totalt                         | AHL totalt  | 128 | 6 | 20  | 26 | 75 | 5  | 0 | 0 | 0 | 4 |
| ECHL totalt | ECHL totalt                        | ECHL totalt | 62  | 3 | 24  | 27 | 30 | 18 | 1 | 2 | 3 | 8 |
| NCAA totalt | NCAA totalt                        | NCAA totalt | 103 | 4 | 15  | 19 | 49 | —  | — | — | — | — |
| USHL totalt | USHL totalt                        | USHL totalt | 59  | 1 | 12  | 13 | 29 | —  | — | — | — | — |